# Talijanska rukometna reprezentacija

Talijanska rukometna reprezentacija predstavlja državu Italiju u športu rukometu.
Krovna organizacija: FIGH - Federazione Italiana Giuoco Handball

## Poznati igrači
Settimio Massotti,  Franco Chionchio, Alessandro Tarafino, Alessandro Fusina, Ivan Mestriner, Angel Fernandez, Pasquale Maione, 
Michele Škatar, Tin Tokic, Piero Di Leo, Marcello Montalto, Damir Opalic, Zaim Kobilica, Filiberto Kokuca, Demis Radovcic

## Poznati treneri
- Lino Červar
- Francisco Javier "Zupo" Equisoain Azanza

## Nastupi na EP
Prvi i jedini put je sudjelovala 1998. Osvojila je 11. mjesto.

## Nastupi na OI
Nikad nije sudjelovala.

## Nastupi na SP
Nastupili su samo jednom na SP-u, 1997. Osvojivši 18. mjesto.

## Sudjelovanja na Mediteranskim igrama
Srebrno odličje   1979. i 1997.
Brončano odličje 1991.

## Vanjske poveznice
- Talijanski rukometni savez